# Peter Scherer (Musiker)
Peter Scherer (* 1953 in Zürich) ist ein Schweizer Komponist, Arrangeur und Produzent.

## Leben
Peter Scherer studierte unter anderem bei György Ligeti und Terry Riley und zog 1980 nach New York. Er arbeitete als Arrangeur, Studiomusiker und Produzent und spielte unter anderem mit Kip Hanrahan, John Zorn, David Byrne, Marc Ribot, Jun Miyake, Nile Rodgers, Cameo, Ikue Mori und Naná Vasconcelos zusammen. Mit Arto Lindsay gründete er das Noise-Funk Duo „Ambitious Lovers“. Als Produzent arbeitete er mit Caetano Veloso, Bill Frisell, Corin Curschellas, Ute Lemper, mit der ihn eine langjährige Zusammenarbeit verbindet, als Arrangeur, sowie als Musiker bei vielen ihrer Tourneen und Studioaufnahmen.
Kompositionen für Filmmusik realisierte er mit Never Again, Forever und Another Road Home für die Produzentin Danae Elon, außerdem für Voodoo – Mounted by the Gods (2001) von Alberto Venzago, für den brasilianischen Film Sobras em Obras von Michel Favre und Aline von Kamal Musale.
Er schrieb Musik zu zwei Produktionen der Choreografin Amanda Miller, Pretty Ugly (mit Arto Lindsay) und No Wild Ones, für das Ballett Frankfurt, sowie für das Ballett der Oper Zürich zu Essey and Pannes.
Seit 2010 wohnt Peter Scherer in Zürich, wo er vor allem Musik für Dokumentar- und Spielfilme komponiert. Er unterrichtet zudem an der HKB in Bern im Bereich Sound Arts, sowie an der ZHdK in Zürich im Bereich Musik für Film, Theater und Medien.
2013 erhielt er den Schweizer Filmpreis für die beste Filmmusik zu More than Honey.

## Filmografie (Auswahl)
- 1999: Sobras em Obras (Dokumentarfilm)
- 2001: Voodoo – Mounted by the Gods (Dokumentarfilm)
- 2003: Tatort: Schattenlos
- 2004: Another Road Home (Dokumentarfilm)
- 2005: Point de fuite (Tanzfilm)
- 2007: Marmorera
- 2007: Tatort: Die Blume des Bösen
- 2009: Zwölf Winter (Fernsehfilm)
- 2009: Hunger (Dokumentarfilm)
- 2010: Sie hat es verdient (Fernsehfilm)
- 2010: Daniel Schmid – Le chat qui pense (Dokumentarfilm)
- 2012: Si prè, si loin (Dokumentarfilm)
- 2012: Nachtlärm
- 2012: More than Honey (Dokumentarfilm)
- 2014: Dark Star – H.R. Giger’s Welt (Dokumentarfilm)
- 2015: Dora oder die sexuellen Neurosen unserer Eltern
- 2016: Cahier Africain (Dokumentarfilm)
- 2017: Dessine-moi une rivière (Dokumentarfilm)
- 2018: Eldorado (Dokumentarfilm)
- 2018: #Female Pleasure (Dokumentarfilm)
- 2019: Das innere Leuchten (Dokumentarfilm)
- 2020: Spagat
- 2023: Krähen – Die Natur beobachtet uns (Dokumentarfilm)

## Diskographische Hinweise
- Peter Scherer und Don Li: That Land, 2009
- Marmorera, 2007
- Passare, 2007
- Laurie Anderson: Live at Town Hall, New York City.  Warner/East West, 2002
- Arto Lindsay: Prize, 1999
- Cronologia, 1996
- Very Neon Pet, 1995
- Ambitious Lovers: Lust (Virgin, 1991)
- Peter Scherer mit Arto Lindsay: Pretty Ugly (Made to Measure,  1990)
- Caetano Veloso: Estrangeiro (Philips, 1989)
- Bill Frisell: Before We Were Born, 1989
- Ambitious Lovers: Greed (Virgin, 1988), mit Naná Vasconcelos, Bill Frisell, John Zorn, John Lurie, Joey Baron, Vernon Reid, D. K. Dyson, Jill Jaffe, Gail Lou
- Ambitious Lovers: Envy (EG, 1984)

## Auszeichnungen
- 2013: Schweizer Filmpreis für die Beste Filmmusik zu More than Honey
- 2015: Nominierung Schweizer Filmpreis für die Beste Filmmusik zu Dora oder die sexuellen Neurosen unserer Eltern